# Frances Culpeper
Frances Culpeper (1634-1695) a épousé successivement trois gouverneurs des premières heures de la colonisation en Amérique du Nord et fut considérée, à la mort du deuxième en 1677, comme la femme la plus riche d'Amérique et la plus grande contributrice au développement de l'esclavage dans les immenses plantations de tabac de Virginie et Caroline.

## Biographie
Sa mère, Catherine Culpeper, était la fille de Sir Warham Saint-Léger of Ulcombe, investisseur et commandant de navire dans l'expédition qui en fit un des propriétaires de Roanoke Island (Caroline du Nord), le site où le corsaire Sir Walter Raleigh avait sans succès créé la Lost Colony en 1584.
En 1651, ses parents sont rentrés en Angleterre et Frances avait épousé l'année suivante, à 18 ans, en premières noces Samuel Stephens (1629-1669), l'un des rares habitants de la toute petite Colonie d'Albemarle, premier établissement européen en Caroline. Samuel sera gouverneur de la colonie d'Albemarle, puis de 1662 à 1664 commandant du territoire de Caroline. Par cette alliance, il est devenu propriétaire de Roanoke Island, en face de la colonie.
Frances resta sur la plantation de Boldrup (4000 acres), dans la Colonie d'Albemarle, sur la rivière Warwick, jusqu'à la mort de son mari en 1669, puis a épousé en 1670 William Berkeley, un autre fidèle partisan du roi catholique d'Angleterre, gouverneur de la Virginie de 1641 à 1677, dont elle partagea la vie jusqu'en 1677. En 1671 elle vend Boldrup à William Cole.
Ravissante blonde aux yeux bleus, royaliste convaincue, elle n'eut jamais d'enfants mais fut considérée comme une véritable "mère" de l'élite des planteurs de tabac virginiens du XVIIe siècle. En 1674, elle introduisit dans cette société son cousin Nathaniel Bacon, instigateur de la révolte de Bacon deux ans plus tard.
Avec son mari William Berkeley, elle géra une plantation de près de 1000 hectares, la Green Spring plantation, puis la Plantation Berkeley, dont il reste 100 hectares en Park National, dépendant de la Colonial Historical Park. Trois ans après la mort de William Berkeley Lady Frances épousa l'un de ses lieutenants, Philip Ludwell, dont elle était déjà proche, et qui vivait à Rich Neck, un domaine proche de Middle Plantation (qui deviendra Williamsburg) dans le comté de James City County. Consciente de son statut à part en Virginie elle conserva le nom de Lady Berkeley pour le reste de sa vie et fit un brillante carrière politique, obtenant par ailleurs que son nouveau mari devienne gouverneur d'Albemarle, le titre qu'avait son premier mari. Philip Ludwell deviendra ensuite gouverneur de Charlestown, une ville qui venait de se créer grâce à l'installation de nombreux planteurs venus de la Barbade avec leurs esclaves, comme le colonel Benjamin Berringer.
Frances Culpeper était la cousine d'un futur gouverneur de Virginie, Thomas Culpeper II, comme elle petit-fils d'un royaliste convaincu et lieutenant du roi Charles Ier d'Angleterre, décapité par les protestants en 1651, qui perdit tous ses biens dans la guerre civile qui était venu s'installer en 1650 dans le Nouveau Monde, car il était l'un des sept bénéficiaires des dons de terre effectués par le roi à ses partisans dans le secteur de Northern Neck, au sud du Potomac.